# La nave maledetta (film 1950)
La nave maledetta (Mutiny on the Bunny) è un film del 1950 diretto da Friz Freleng. È un cortometraggio animato della serie Looney Tunes, prodotto dalla Warner Bros. e uscito negli Stati Uniti l'11 febbraio 1950. Il corto, prodotto nel 1948, ha come protagonisti Bugs Bunny e Yosemite Sam nel ruolo di "Shanghai Sam". È uno dei tre cortometraggi a tema nautico con Sam nei panni di un pirata, insieme a Il coniglio bucaniere (1947) e Capitan Hareblower (1954). Il titolo originale è un riferimento al film La tragedia del Bounty (Mutiny on the Bounty).

## Trama
"Shanghai Sam" è pronto a salpare con l'alta marea e ha bisogno di un nuovo equipaggio dopo che il suo ultimo marinaio è fuggito. Vedendo Bugs Bunny, Sam gli fa credere che stia organizzando un viaggio gratuito intorno al mondo. A bordo, Bugs saluta una presunta folla plaudente (nessuno eccetto un topo), ma poco dopo si ritrova a remare con una palla di ferro incatenata al piede. Si precipita da Sam e richiede di venire liberato, ma Sam lo lancia fuoribordo. Quando Bugs ritorna sulla nave, Sam gli ordina di pulire il ponte. Così Bugs si mette a scrivere degli insulti al capitano sul ponte, e Sam si mette a pulirli venendo elogiato da Bugs su come tiene pulita la nave. Sam, capendo di essere stato ingannato, punta una pistola su Bugs, che gli fa subito credere che la nave stia affondando. Sam salta nella scialuppa di salvataggio, ma Bugs lo tira fuori e gli ricorda che il capitano affonda con la sua nave. Sam si dimette immediatamente e rende Bugs il capitano, ma quando Sam torna nella scialuppa, Bugs lo tira fuori di nuovo per ricordargli: "Prima donne e bambini". Sam si traveste da vecchia signora, Bugs lo mette nella scialuppa di salvataggio e lo lascia cadere in acqua. Proprio mentre Sam inizia a remare via, Bugs lo richiama e gli scaraventa addosso l'ancora della nave vestita come un bambino, affondandolo.
Ritornato a bordo della nave, Sam fa affondare la stessa per ben tre volte, a causa degli inganni di Bugs. Prima rompe lo scafo con un piccone alla ricerca di un tesoro, poi cerca per due volte di sparare al coniglio con un cannone, colpendo invece la nave. Ogni volta Sam ripara la nave al porto e riparte, ma la terza volta Bugs lega lo scafo al porto. Così Sam parte solo con il telaio, affondando e arrendendosi infine al coniglio. Molto tempo dopo, Bugs sta facendo il viaggio intorno al mondo su una barca a remi. Bugs è su una sedia a sdraio, mentre Sam rema.

## Edizioni home video

### DVD
Il cortometraggio è incluso nei DVD Looney Tunes Super Stars: Bugs Bunny e Looney Tunes: Collezione Bugs Bunny.